# Očovské pastorale
Očovské pastorale è un film del 1973 diretto da Jozef Zachar.

## Trama
Golian è un ex allevatore che perde trenta pecore dal gregge di una cooperativa.